# دیوید یکم اسکاتلند
دیوید یکم اسکاتلند (انگلیسی: David I of Scotland; ح. 1084 – ۲۴ مهٔ ۱۱۵۳) فرمانروایی در قرن دوازدهم میلادی بود که از ۱۱۱۳ تا ۱۱۲۴ عنوان شهریار کامبری‌ها و از ۱۱۲۴ تا ۱۱۵۳ عنوان پادشاه اسکاتلند را بر عهده داشت. او کوچکترین پسر مالکوم سوم و مارگرت وسکس بود و عمدهٔ کودکی خود را در اسکاتلند گذراند، ولی در ۱۰۹۳ میلادی موقتاً به انگلستان تبعید شد. احتمالاً پس از ۱۱۰۰ به دربار هنری یکم انگلستان راه یافت و آنجا تحت تأثیر فرهنگ انگلیسی-فرانسوی دربار قرار گرفت. با مرگ برادرش الکسندر یکم اسکاتلند در ۱۱۲۴ با حمایت هنری یکم تصیمی گرفت که ادعای پادشاهی اسکاتلند (آلبا) را بکند و وارد جنگی با پسر عموی خود شد. به‌نظر می‌رسد که این جنگ ده سالی طول کشید. پس از مرگ هنری یکم، دیوید از دعوی دختر او (و دخترخالهٔ خودش) امپراتریس ماتیلدا بر تاج‌وتخت انگلستان پشتیبانی کرد و در نتیجه وارد جنگ با استیون، پادشاه انگلستان شد و با وجود شکست در نبرد استاندارد در ۱۱۳۸ توانست قلمرو خود را در شمال انگلستان گسترش دهد.
در دوران او تغییرات متعددی در اسکاتلند صورت گرفت که به «انقلاب دیویدی» موسوم است و از آن میان می‌توان به تأسیس بازارهای محلی، تأسیس صومعه‌ها، نورمنسازی دولت اسکاتلند و معرفی ساختار ارباب‌رعیتی در اسکاتلند از طریق مهاجران فرانسوی و شوالیه‌های آنگلو-نورمن اشاره کرد.